# Nkolmeyang (Ngomedzap)
Pour les articles homonymes, voir Nkolmeyang.
Nkolmeyang est un village du Cameroun, situé dans la commune de Ngomedzap, le département du Nyong-et-So'o et la région du Centre.

## Population
En 1963, Nkolmeyang comptait 463 habitants, principalement des Enoah. Lors du recensement de 2005, on y a dénombré 490 personnes.